# 58931 Palmys
58931 Palmys este o planetă minoră (asteroid), cu un diametru de 27,753 km, din Asteroid troian al lui Jupiter. A fost descoperită pe 28 iunie 1998 la Observatorul European Austral de Eric Walter Elst. 
Obiectul prezintă o orbită caracterizată de o semiaxă mare de 5,2535137860889 UAi, o excentricitate de 0,098, o înclinație de 16,4 ° în raport cu ecliptica.